# エドワード・カバナー
エドワード・カバナー（英語: Edward Kavanagh, 1795年4月27日 – 1844年1月22日）は、アメリカ合衆国の政治家。合衆国下院議員、メイン州知事を務めた。

## 生涯
メイン州ニューカッスルで生まれる。ケベック州のモントリオール神学校、ジョージタウン大学で学んだ。1813年にボルチモアのセント・メアリーズ大学を卒業し、法律を学んで弁護士となり、リンカーン郡ダマリスコッタで開業した。1826年から1828年までメイン州下院議員を務め、1830年に同州の上院議員を務めた。
カバナーの公職キャリアは、公式な信教の自由に関する条項を含むメイン州憲法の制定に対する請願から始まった。教育委員会への選出を皮切りに、都市行政委員、州下院議員、州上院議員を歴任した。1829年には議会により州務長官に選出された。
第22回、第23回選挙ではジャクソン流民主主義派から合衆国下院議員に選出され、1831年3月4日から1835年3月3日まで務めた。ニューイングランドで初めて選出されたカトリック信徒の議員として、全国的に注目された。1834年の第24回選挙に落選したのち、1835年3月3日にポルトガル駐在大使に任命され、1841年6月まで務めた。
カバナーは1842年の北東の境界線に関する交渉に関わった4人のメイン州の委員の一人で、同年のウェブスター＝アッシュバートン条約へと繋がった。1842年と1843年にメイン州上院議員、メイン州上院議長を務めた。 

### メイン州知事として
1843年3月7日にメイン州知事ロウエル・ウィリアムズが合衆国上院議員に選出され辞任したのに伴い、1844年の任期満了まで知事職を務めた。それから3週間後にニューカッスルで死去し、ダマリスコッタ・ミルズのセント・パトリック・カトリック墓地に埋葬された。
ニューカッスルにある自宅はアメリカ合衆国国家歴史登録財に認定されている。